# Seznam chráněných území v okrese Rychnov nad Kněžnou
Toto je seznam chráněných území v okrese Rychnov nad Kněžnou.
| Kód  | Obrázek                                          | Typ  | Název                          | Rozloha (ha) | Galerie Commons                                                    | Popis území | Souřadnice                       |
| ---- | ------------------------------------------------ | ---- | ------------------------------ | ------------ | ------------------------------------------------------------------ | --- | -------------------------------- |
| 2209 | Prstnatce májové na lokalitě                     | PR   | Bažiny                         | 3,94         | Kategorie „Bažiny (nature reserve)“ na Wikimedia Commons           | Rašelinné louky a mokřady s výskytem řady zvláště chráněných druhů rostlin | 50°17′46″ s. š., 16°18′1″ v. d.  |
| 732  |                                                  | PR   | Bedřichovka                    | 10,70        | Kategorie „Bedřichovka“ na Wikimedia Commons                       | Předmětem ochrany přírody je zachování polokulturní částečně podmáčené louky, která byly v 70. letech 20. století vyňaty z velkoplošných meliorací jako zachovalá ukázka polokulturní květnaté horské louky. | 50°18′6″ s. š., 16°26′37″ v. d.  |
| 867  | Mokřad                                           | PP   | Broumarské slatiny             | 10,06        | Kategorie „Broumarské slatiny“ na Wikimedia Commons                | Ochrana slatinné, bezkolencové louky a porostů vysokých ostřic, mokřadní olšiny, jasano-olšového luhu a vlhké dubohabřiny s výskytem zvláště chráněných a ohrožených druhů rostlin a živočichů ve všech jmenovaných biotopech | 50°16′3″ s. š., 16°8′44″ v. d.   |
| 2437 | Bukačka                                          | NPR  | Bukačka                        | 50,72        | Kategorie „Bukačka“ na Wikimedia Commons                           | Smíšený bukosmrkový pralesovitý porost s velmi bohatou květenou | 50°20′13″ s. š., 16°22′36″ v. d. |
| 5527 |                                                  | EVL  | Zámek v Kostelci nad Orlicí    | 0,0196       |                                                                    | Lokalita vrápence malého | 50°7′25″ s. š., 16°11′56″ v. d.  |
| 2456 | Smíšený les v dolní části černodolské rezervace  | PR   | Černý důl                      | 26,37        | Kategorie „Černý důl (nature reserve)“ na Wikimedia Commons        | Bukojedlový prales typický pro Orlické hory | 50°12′5″ s. š., 16°31′11″ v. d.  |
| 5915 | Řeka Dědina                                      | PP   | Dědina u Dobrušky              | 8,96         | Kategorie „Dědina u Dobrušky“ na Wikimedia Commons                 | Biotop říčky Dědiny s populací mihule potoční a vranky obecné | 50°16′19″ s. š., 16°10′22″ v. d. |
| 5819 | Popis obrazku                                    | PP   | Halín                          | 160,83       |                                                                    | Zachování cenných biotopů, které jsou předmětem ochrany - přirozené eutrofní vodní nádrže s vegetací typu Magnopotamion nebo Hydrocharition a dubohabřiny asociace Galio-Carpinetum a vytvoření vhodných podmínek pro existenci stabilních populací kuňky ohnivé a střevíčníku pantoflíčku a dalších zvláště chráněných druhů obojživelníků, např. čolka velkého, čolka horského | 50°19′19″ s. š., 16°8′13″ v. d.  |
| 1733 | Louka na lokalitě                                | PR   | Hořečky                        | 0,57         | Kategorie „Hořečky“ na Wikimedia Commons                           | Bohatá lokalita hořečku českého | 50°22′21″ s. š., 16°21′50″ v. d. |
| 735  |                                                  | PR   | Hraniční louka                 | 8,85         | Kategorie „Hraniční louka“ na Wikimedia Commons                    | Rašelinná louka s bohatou květenou | 50°19′26″ s. š., 16°25′2″ v. d.  |
| 731  | Popis obrazku                                    | PR   | Jelení lázeň                   | 8,24         | Kategorie „Jelení lázeň“ na Wikimedia Commons                      | Hřebenové rašeliniště typu vrchoviště s charakteristickou ohroženou flórou, faunou a typickými rašelinnými jevy | 50°18′39″ s. š., 16°23′54″ v. d. |
| 2501 |                                                  | PP   | Kačenčina zahrádka             | 0,64         | Kategorie „Kačenčina zahrádka“ na Wikimedia Commons                | Fragment polopřirozených travinobylinných společenstev s porosty křovinných vrb a s výskytem chráněných a ohrožených druhů rostlin a živočichů | 50°17′58″ s. š., 16°21′54″ v. d. |
| 5690 | Přírodní památka Kačerov                         | PP   | Kačerov                        | 2,22         | Kategorie „Nature monument Kačerov“ na Wikimedia Commons           | Podpora a stabilizace populace evropsky významných a silně ohrožených živočišných druhů - modráska bahenního a modráska očkovaného, včetně aktivní ochrany jejich biotopů; vhodnými zásahy a hospodařením ve vodní nádrži, lučních porostech a ostatních zahrnutých porostech zajistit stabilitu a podpořit jejich další šíření na lokalitě                                      | 50°14′22″ s. š., 16°22′18″ v. d. |
| 859  | Rašeliniště Kačerov                              | PR   | Kačerov                        | 17,31        | Kategorie „Kačerov (nature reserve)“ na Wikimedia Commons          | Cenná vegetace bezlesí zahrnující nevyhraněná společenstva přechodových rašelinišť spolu s mezotrofními rašelinnými loukami a prameništi, dále vlhké pcháčové louky a tužebníková lada, mezofilní horské louky a podhorské smilkové trávníky, na něž je svým výskytem vázána řada vzácných a ohrožených druhů hub, rostlin a živočichů                                           | 50°14′23″ s. š., 16°23′10″ v. d. |
| 574  | Smíšený porost v dolní části PR Komáří vrch      | PR   | Komáří vrch                    | 12,68        | Kategorie „Komáří vrch (nature reserve)“ na Wikimedia Commons      | Horská bučina na hřebeni Orlických hor | 50°16′5″ s. š., 16°28′49″ v. d.  |
| 1910 | Kostelecký zámecký park                          | PR   | Kostelecký zámecký park        | 29,46        | Kategorie „Kostelecký zámecký park“ na Wikimedia Commons           | Zvýšená ochrana přírodních hodnot areálu zámeckého parku v Kostelci nad Orlicí je vyhlášena z důvodu ochrany vzácných ekosystémů, které se v této lokalitě nalézají. | 50°7′18″ s. š., 16°11′56″ v. d.  |
| 248  | Modlivý důl                                      | PR   | Modlivý důl                    | 7,83         | Kategorie „Modlivý důl (nature reserve)“ na Wikimedia Commons      | Ochrana lesního porostu s původní dřevinnou skladbou lesů Středního Poorličí | 50°4′10″ s. š., 16°18′39″ v. d.  |
| 1512 | PP Na Hadovně                                    | PP   | Na Hadovně                     | 0,39         | Kategorie „Na Hadovně“ na Wikimedia Commons                        | Poslední lokalita vstavače kukačky ve východních Čechách | 50°4′20″ s. š., 16°17′11″ v. d.  |
| 1980 | Severnější část PR Neratovské louky              | PR   | Neratovské louky               | 13,16        | Kategorie „Neratovské louky“ na Wikimedia Commons                  | Podmáčené louky s významnou květenou (oměj pestrý, prstnatec listenatý, kamzičník rakouský) a zvířenou (čáp černý, jestřáb lesní, čolek horský, čolek obecný, ropucha obecná, skokan hnědý, skokan ostronosý, zmije obecná, užovka obojková, střevle potoční) | 50°12′21″ s. š., 16°33′37″ v. d. |
| 5697 | Opočenská obora                                  | PP   | Opočno                         | 68,59        | Kategorie „Opočno (nature monument)“ na Wikimedia Commons          | Podpora a stabilizace populace evropsky významných a silně ohrožených živočišných druhů - páchníka hnědého a roháče obecného včetně aktivní ochrany jejich biotopu | 50°15′33″ s. š., 16°6′54″ v. d.  |
|      |                                                  | PřP  | Orlice                         | 114,62       | Kategorie „Přírodní park Orlice“ na Wikimedia Commons              | Ochrana toků Tiché, Divoké a spojené Orlice | 50°5′24″ s. š., 16°6′43″ v. d.   |
| 1495 | Řeka Orlice v Bezpráví                           | PP   | Orlice                         | 62,94        | Kategorie „PP Orlice“ na Wikimedia Commons                         | Cílem ochrany je zachování dosud z části neregulovaného řečiště spojené Orlice a typických částí údolní nivy s vodními a lužními společenstvy. | 50°9′38″ s. š., 16°3′5″ v. d.    |
| 64   | Pohled z Velké Deštné                            | CHKO | Orlické hory                   | 20 000       | Kategorie „Orlické hory“ na Wikimedia Commons                      | | 50°15′ s. š., 16°27′ v. d.       |
| 326  | Lesní porosty na horním okraji PR Pod Vrchmezím  | PR   | Pod Vrchmezím                  | 16,00        | Kategorie „Pod Vrchmezím“ na Wikimedia Commons                     | Ochrana původního smíšeného vysokohorského lesa | 50°21′28″ s. š., 16°21′39″ v. d. |
| 1732 | Rašelinná loučka v PR Pod Zakletým               | PR   | Pod Zakletým                   | 0,54         | Kategorie „Pod Zakletým“ na Wikimedia Commons                      | Bohatá lokalita tučnice obecné | 50°14′9″ s. š., 16°26′9″ v. d.   |
| 860  | Horní okraj svahového rašeliniště                | PP   | Rašeliniště pod Pětirozcestím  | 0,54         | Kategorie „Rašeliniště pod Pětirozcestím“ na Wikimedia Commons     | Typické svahové rašeliniště v dynamickém vývoji s několika trhlinovými rašelinnými jezírky s typickou hodnotou flórou vzácných a ohrožených druhů | 50°14′41″ s. š., 16°26′3″ v. d.  |
| 858  | Centrální část PP Rašeliniště pod Předním vrchem | PP   | Rašeliniště pod Předním vrchem | 3,51         | Kategorie „Rašeliniště pod Předním vrchem“ na Wikimedia Commons    | Bezlesá rašelinná enkláva v souvislém lesním porostu, s volnými jezírky. Výskyt vzácných druhů rostlin (rosnatka okrouhlolistá, suchopýr úzkolistý a pochvatý, prstnatec májový atd.) | 50°9′19″ s. š., 16°32′19″ v. d.  |
| 384  | Pralesovité lesní porosty na Sedloňovském vrchu  | PR   | Sedloňovský vrch               | 99,70        | Kategorie „Sedloňovský vrch (nature reserve)“ na Wikimedia Commons | Smíšený porost pralesovitého charakteru | 50°20′16″ s. š., 16°21′27″ v. d. |
| 1511 | PP Sfinga                                        | PP   | Sfinga                         | 0,20         | Kategorie „Sfinga (natural monument)“ na Wikimedia Commons         | Selektivním větráním vypreparované výchozy granitických svorů na svazích Kamence | 50°16′28″ s. š., 16°24′31″ v. d. |
| 866  | Opuková stráň                                    | PR   | Skalecký háj                   | 3,16         | Kategorie „Skalecký háj“ na Wikimedia Commons                      | Smíšený lesní porost, významná lokalita českého endemitu kruštíku polabského | 50°15′58″ s. š., 16°12′5″ v. d.  |
| 730  |                                                  | NPR  | Trčkov                         | 65,13        | Kategorie „Trčkov“ na Wikimedia Commons                            | Zbytek přirozeného smíšeného porostu dřevin autochtonní provenience v Orlických horách | 50°18′47″ s. š., 16°24′58″ v. d. |
| 733  |                                                  | PR   | Trčkovská louka                | 11,12        | Kategorie „Trčkovská louka“ na Wikimedia Commons                   | Zachovat podmáčenou louku s vlastními rašelinnými neohraničenými prameništi. | 50°18′38″ s. š., 16°25′42″ v. d. |
| 5916 | Potok na lokalitě                                | PP   | Týnišťské Poorličí             | 54,54        | Kategorie „Týnišťské Poorličí“ na Wikimedia Commons                | Hlavním předmětem ochrany je populace páchníka hnědého (Osmoderma eremita) a jeho biotop. | 50°10′18″ s. š., 16°3′21″ v. d.  |
| 5971 |                                                  | PP   | Tuří rybník                    | 114,72       | Kategorie „Tuří rybník“ na Wikimedia Commons                       | Ochrana populace kuňky ohnivé a dalších zvláště chráněných druhů obojživelníků, ptáků a rostlin; zachování přírodě blízkého stavu lesních společenstev, především hercynských dubohabřin | 50°19′ s. š., 16°3′15″ v. d.     |
| 1513 | Dědina (Zlatý potok) v PP U Čtvrtečkova mlýna    | PP   | U Čtvrtečkova mlýna            | 1,85         | Kategorie „U Čtvrtečkova mlýna“ na Wikimedia Commons               | Bohatá populace bledule jarní (Leucojum vernum) a společenstva vlhkých luk | 50°19′51″ s. š., 16°16′40″ v. d. |
| 464  | Les s polní cestou                               | PP   | U Glorietu                     | 8,32         | Kategorie „U Glorietu“ na Wikimedia Commons                        | Ochrana cenného lokálního ekotypu týnišťské tzv. "pancéřované" borovice (Pinus sylvestris), vyznačující se charakteristickým habitem a výrazně deskovitě odlupčitou borkou | 50°9′55″ s. š., 16°4′48″ v. d.   |
| 465  | Les na lokalitě                                  | PR   | U Houkvice                     | 25,49        | Kategorie „U Houkvice“ na Wikimedia Commons                        | Ochrana významného ekosystému se vzácnou bažinnou vegetací podorlických štěrkopískových teras, ochrana význačné vodní vegetace soustavy oligomezotrofních rybníků a ochrana starých dubů s regionálně největším množstvím reliktních a bioindikačně významných arborikolních druhů hmyzu                                                                                         | 50°10′54″ s. š., 16°2′54″ v. d.  |
| 579  |                                                  | PP   | U Kunštátské kaple             | 2,86         | Kategorie „U Kunštátské kaple“ na Wikimedia Commons                | Ochrana hřebenového orlickohorského rašeliniště s význačnou květenou | 50°15′9″ s. š., 16°26′47″ v. d.  |
| 5683 | nivní louka v chráněném území                    | PP   | Uhřínov-Benátky                | 4,94         | Kategorie „Uhřínov-Benátky“ na Wikimedia Commons                   | Podpora a stabilizace populace evropsky významného a silně ohroženého živočišného druhu - modráska bahenního, včetně aktivní ochrany jeho biotopu | 50°13′17″ s. š., 16°19′49″ v. d. |
| 490  | Ve slatinské stráni                              | PR   | Ve slatinské stráni            | 4,71         | Kategorie „Zemská brána“ na Wikimedia Commons                      | Opukové stráně s teplomilnou květenou (střevičník pantoflíček) | 50°8′2″ s. š., 16°22′32″ v. d.   |
| 734  |                                                  | PP   | Velká louka                    | 2,34         | Kategorie „Velká louka“ na Wikimedia Commons                       | Rašelinná louka s bohatou květenou | 50°19′9″ s. š., 16°25′27″ v. d.  |
| 5696 | jihozápadní okraj chráněného území v květnu 2022 | PP   | Zadní Machová                  | 13,58        | Kategorie „Zadní Machová“ na Wikimedia Commons                     | Podpora a stabilizace populace evropsky významného a silně ohroženého rostlinného druhu - střevíčníku pantoflíčku včetně aktivní ochrany jeho biotopu | 50°9′29″ s. š., 16°7′37″ v. d.   |
| 528  |                                                  | PR   | Zámělský borek                 | 1,53         | Kategorie „Zámělský borek“ na Wikimedia Commons                    | Opuková stráň s dubohabrovým porostem a vzácnou teplomilnou květenou | 50°6′11″ s. š., 16°17′8″ v. d.   |
| 1714 | Meandry Dědiny                                   | PR   | Zbytka                         | 79,42        | Kategorie „Přírodní rezervace Zbytka“ na Wikimedia Commons         | Zachování ekosystému lužního lesa, slatin a luk na náplavech Zlatého potoka s výskytem zvláště chráněných druhů rostlin a živočichů | 50°17′46″ s. š., 16°3′44″ v. d.  |
| 1040 | Zemská brána                                     | PR   | Zemská brána                   | 88,22        | Kategorie „Zemská brána“ na Wikimedia Commons                      | Skalnaté údolí Divoké Orlice se zajímavými geologickými útvary | 50°8′9″ s. š., 16°34′21″ v. d.   |

## Zrušená chráněná území
| Kód  | Obrázek                                            | Typ | Název                | Rozloha (ha) | Galerie Commons                                            | Popis území                                                                               | Souřadnice                       |
| ---- | -------------------------------------------------- | --- | -------------------- | ------------ | ---------------------------------------------------------- | ----------------------------------------------------------------------------------------- | -------------------------------- |
| 5735 |                                                    | PP  | Rybník Spáleniště    | 3,21         |                                                            | Populace čolka velkého, čolka obecného a ropuchy obecné a jejich biotop                   | 50°16′42″ s. š., 16°14′10″ v. d. |
| 463  | území bývalé PP U Černoblatské louky v květnu 2022 | PP  | U Černoblatské louky | 5,77         | Kategorie „U Černoblatské louky“ na Wikimedia Commons      | Zachování starého porostu borovice lesní s přirozeným výskytem smrku v rašelinných půdách | 50°10′10″ s. š., 16°4′24″ v. d.  |
| 513  |                                                    | PP  | Vodní tůň            | 0,31         | Kategorie „Nature monument Vodní tůň“ na Wikimedia Commons | Slepé rameno Tiché Orlice s břehovými porosty                                             | 50°5′7″ s. š., 16°6′50″ v. d.    |